# Austroraptus sicarius
Austroraptus sicarius là một loài nhện biển trong họ Ammotheidae. Loài này thuộc chi Austroraptus. Austroraptus sicarius được miêu tả khoa học năm 1969 bởi Fry & Hedgpeth.